# Eric Is Here
Eric Is Here è un album in studio del gruppo rock inglese The Animals, pubblicato nel 1967 a nome Eric Burdon & The Animals.

## Tracce
Side 1
1. In the Night (Tommy Boyce, Bobby Hart) – 2:28
2. Mama Told Me Not to Come (Randy Newman) – 2:15
3. I Think It's Gonna Rain Today (Randy Newman) – 2:01
4. This Side of Goodbye (Gerry Goffin, Carole King) – 3:24
5. That Ain't Where It's At (Martin Siegel) – 2:58
6. True Love (Comes Only Once in a Lifetime) (Bob Haley, Nevel Nader) – 2:33

Side 2
1. Help Me Girl (Scott English, Larry Weiss) – 2:39
2. Wait Till Next Year (Randy Newman) – 2:15
3. Losin' Control (Carl D'Errico, Roger Atkins) – 2:45
4. It's Not Easy (Barry Mann, Cynthia Weil) – 3:07
5. The Biggest Bundle of Them All (Ritchie Cordell, Sol Trimachi) – 2:11
6. It's Been a Long Time Comin' (Jimmy Radcliffe, Joey Brooks) – 2:42

## Formazione
- Eric Burdon - voce
- Vic Briggs - chitarra, piano
- John Weider - chitarra
- Danny McCulloch - basso
- Barry Jenkins - batteria